# Аџуду Веки (Вранча)
Аџуду Веки (рум. Adjudu Vechi) насеље је у Румунији у округу Вранча у општини Аџуд. Oпштина се налази на надморској висини од 103 m.

## Становништво
Према подацима из 2002. године у насељу је живело 1577 становника, од којих су сви румунске националности.